# Турчин Валентин Федорович
Ва́лентин Фе́дорович Турчи́н (рос. Валентин Фёдорович Турчин; 1931, м. Подольськ, Московська область — 7 квітня 2010, Нью-Йорк, США) — радянський та американський фізик та кібернетик, автор мови програмування Рефал та нових напрямів в програмуванні, учасник правозахисного руху в СРСР, автор «самвидаву», голова Радянської секції «Amnesty International». Батько Петра Валентиновича Турчина.

## Біографія
Закінчив фізичний факультет МДУ та у 1953-1964 роках працював під Москвою в Обнінську у Фізико-енергетичному інституті, де вивчав розсіювання повільних нейтронів в рідинах і твердих тілах і захистив докторську дисертацію. У віці 33-ох років він вже був відомим фізиком-теоретиком з великими перспективами.
У 1964 році залишає фізику, переходить в Інститут прикладної математики АН СРСР та присвячує свою діяльність інформатиці. Створює нову мову програмування — Рефал, якою зручно описувати алгоритмічні мови, транслятори, символьні математичні перетворення і багато іншого.
Відомий широкому колу вітчизняних та закордонних читачів низкою своїх книг, підручників та збірок: «Фізики жартують» (спільно з Валерієм Павлинчуком, Миколою Работновим та Юрієм Конобєєвим), «Феномен науки. Кібернетичний підхід до еволюції», «Інерція страху. Соціалізм і тоталітаризм», «Кібернетичний маніфест» (у співавторстві з Кліффом Джосліном), тощо.
У математиці він сконструював нові кібернетичні основи, а в програмуванні та інформатиці (крім створення мови Рефал) заклав основи метаобчислень, запропонувавши якісно новий метод перетворення і оптимізації програм — суперкомпіляцію.

### Громадська та правозахисна діяльність
У квітні 1974 року стає головою московського відділення Amnesty International — групи, яка виступає на захист в'язнів сумління у всіх країнах незалежно від політичної системи.
В грудні 1976 року отримує «останнє попередження» від КДБ: або він їде, або його чекає арешт. Обшук і допити до того часу він вже пройшов. У 1977 році почалися арешти членів Гельсінської групи: Ю Орлова, О. Гінзбурга, А. Щаранського та ін. Хоча В. Ф. Турчин і не був формально членом Гельсінської групи, але готував матеріали для неї та брав участь у прес-конференціях Гельсінської групи як представник московського відділення «Amnesty International». Довелося робити «вибір».
У 1977 році був вимушений покинути СРСР та емігрувати з родиною до США.

## Робота
Філософським ядром наукової роботи Турчина служить поняття метасистемного переходу, який являє собою еволюційний процес появи вищих рівнів керування в структурі та функціональності системи.
Турчин користується цим поняттям для побудови всеохопної теорії еволюції та зв'язної теорії соціальних систем, для створення повної кібернетичної філософської та етичної систем та для створення конструктивістських основ математики.
Використовуючи мову Рефал, він реалізував суперкомпілятор, уніфікований метод перетворення та оптимізації програм на основі метасистемного переходу.

## Публікації
- Физики продолжают шутить. Сборник переводов / составители-переводчики: Ю. Конобеев, В. Павлинчук, Н. Работнов, В. Турчин. — Москва : Мир, 1968. — 151 с.
- Турчин В. Ф. Инерция страха. Социализм и тоталитаризм. — Опубликовано в самиздате в период 1966—1973 гг.
- Турчин В. Ф. Феномен науки. Кибернетический подход к эволюции. — Изд. 2-е — М.: Словарное издательство ЭТС. — 2000. — 368 с.
- Турчин В. Ф., Джослин К. Кибернетический манифест. — Изд. 2-е — М.: Словарное издательство ЭТС. — 2000.

Англійською мовою:
- Valentin F. Turchin (1977). The Phenomenon of Science. New York: Columbia University Press. ISBN 978-023103983-3.
- Valentin F. Turchin (1981). The Inertia of Fear and the Scientific Worldview. New York: Columbia University Press. ISBN 978-023104622-0.
- Valentin F. Turchin (July 1986). The concept of a supercompiler. ACM Transactions on Programming Languages and Systems. New York: ACM. 8 (3): 292—325. doi:10.1145/5956.5957.
- Valentin F. Turchin (March 1987). A constructive interpretation of the full set theory. Journal of Symbolic Logic. Association for Symbolic Logic. 52 (1): 172—201. doi:10.2307/2273872.
- Turchin, Valentin F. (1993). On Cybernetic Epistemology. Systems Research. 10: 3.
- Turchin, Valentin F. (1993). The Cybernetic Ontology of Action. Kybernetes. 22: 10. doi:10.1108/eb005960.
- Turchin, Valentin F. (1995). A dialogue on metasystem transition (PDF). World Futures. 45: 5—57. doi:10.1080/02604027.1995.9972553.
- Refal-5: Programming Guide and Reference Manual, New England Publishing Co. Holyoke MA, 1989
- Principia Cybernetica Web (редактор, разом з F. Heylighen та C. Joslyn) (1993—2005)

## Учні
- Сергій Михайлович Абрамов